# Robert Lawrence
Svatý Robert Lawrence, O.Cart., byl anglický římskokatolický duchovní, převor kartuziánského kláštera v Beauvale. Zemřel mučednickou smrtí, protože odmítl odpadnout od katolické víry. Katolická církev jej uctívá jako světce a mučedníka.

## Život
Narodil se neznámo kdy. Vstoupil do kartuziánského řádu a v klášteře v Beauvale se stal převorem. V Anglii ustavil král Jindřich VIII. autonomní Anglikánskou církev a prohlásil se její hlavou. Duchovní byli nuceni k uznání svrchovanosti krále nad církví. Kartuziáni se rozhodli vyslat deputaci ke královskému zmocněnci a prosit o výjimku z této povinnosti. Deputaci tvořili mniši sv. Jan Houghton, sv. Augustin Webster a Robert Lawrence. Byli odbyti a uvězněni. Následně byli odsouzeni k smrti.
Poprava se konala 4. května 1535 v Tyburn. S trojicí kartuziánských mnichů byl na smrt veden také řeholník z Řehole sv. Brigity, Richard Reynolds. Samotná poprava byla velice brutální. Odsouzenci byli oběšeni, ještě než se stačili uškrtit, byla jim vytrhány vnitřnosti a jejich mrtvoly byly následně rozčtvrceny.